# Алябьево (Пашковский сельсовет)
Алябьево — деревня в Курском районе Курской области России. Входит в состав Пашковского сельсовета.

## География
Деревня находится в центральной части Курской области, в пределах южной части Среднерусской возвышенности, в лесостепной зоне, на левом берегу реки Обмети (правый приток Тускари), на расстоянии примерно 7 километров (по прямой) к северу от города Курска, административного центра района и области. Абсолютная высота — 193 метра над уровнем моря.

### Климат
Климат характеризуется как умеренно континентальный, с относительно жарким летом и умеренно холодной зимой. Среднегодовая температура воздуха — 5,5 °С. Средняя температура воздуха самого тёплого месяца (июля) — 18,7 °C (абсолютный максимум — 37 °С); самого холодного (января) — −9,3 °C (абсолютный минимум — −35 °С). Безморозный период длится около 152 дней. Среднегодовое количество атмосферных осадков составляет 587 мм, из которых 375 мм выпадает в период с апреля по октябрь. Снежный покров образуется в первой декаде декабря и держится в среднем 125 дней.

### Часовой пояс
Деревня Алябьево, как и вся Курская область, находится в часовой зоне МСК (московское время). Смещение применяемого времени относительно UTC составляет +3:00.

## Население
| 2002 | 2010 |
| ---- | ---- |
| 18   | ↗26  |

### Половой состав
По данным Всероссийской переписи населения 2010 года в половой структуре населения мужчины составляли 42,3 %, женщины — соответственно 57,7 %.

### Национальный состав
Согласно результатам переписи 2002 года, в национальной структуре населения русские составляли 100 %.

## Инфраструктура
Личное подсобное хозяйство. В деревне 24 дома.

## Транспорт
Алябьево находится в 7 км от автодороги федерального значения М2 «Крым» (часть европейского маршрута E 105), в 6 км от автодороги регионального значения 38К-018 (Курск — Поныри), в 6 км от автодороги межмуниципального значения 38Н-379 (Курск — Искра), при автодороге 38Н-381 (38Н-379 — Чаплыгина — Алябьево), в 6 км от ближайшего ж/д остановочного пункта Букреевка (линия Орёл — Курск).
В 138 км от аэропорта имени В. Г. Шухова (недалеко от Белгорода).